# Alois Löser
Alois testvér (franciául: Frère Alois, frère a. m. testvér), polgári nevén Alois Löser, (1954. június 11. –) 2005 augusztusa óta a Taizéi ökumenikus közösség (Communauté de Taizé) priorja, az alapító Roger Schütz-Marsauche (Roger testvér) utódja.

## Életrajza
Bajorországban született szudétanémet szülőktől, s Stuttgartban nőtt fel bátyjával és húgával. Tinédzserként a kelet-stuttgarti Szt. Miklós plébánia ministránsa és ifjúsági vezetője volt, míg 1974-ben, 19 évesen el nem látogatott Taizébe. Oly mély hatással volt rá a közösség, hogy permanensként ott maradt (így hívják az állandóan Taizében tartózkodó fiatalokat). Lyonban tanult teológiát, de nem lett pap. Roger testvér 2005. augusztus 16-ai meggyilkolása, és augusztus 26-ai temetése után, az alapító nyolc éve ismételt akarata alapján ő lett a közösség priorja. A gyilkosság időpontjában Alois testvér a kölni katolikus világifjúsági találkozón képviselte a szerzetesközösséget.
Alois testvér rendkívül muzikális, több híres taizéi éneket ő komponált.

## Magyarul megjelent művei
- Taizé ma. Új szolidaritás felé. Beszélgetések Marco Roncallival; ford. Bende József; Vigilia, Bp., 2015